# Matt Shively
Matt Shively (ur. 15 września 1990 w Hanford, Kalifornia) – amerykański aktor.
Występował w roli Ryana Laserbeama z serialu młodzieżowego Nickelodeon – True Jackson. W 2011 roku dołączył do obsady drugiego sezonu młodzieżowego serialu Nickelodeon Brygada w roli Kirby’ego Bancrofta-Cadwortha III. Wystąpił także w innych filmach telewizyjnych jak Rattle Basket czy The Tomb.

## Filmografia
- 2014: Lepszy model jako Bart Hartley
- 2014: Teen Wolf: Nastoletni Wilkołak jako Oliver
- Jessie jako Hudson
- 2012: Paranormal Activity 4 jako Ben
- 2010: Brygada jako Kirby Bancroft-Cadworth III
- 2008–2011: True Jackson jako Ryan Laserbeam
- 2007: Rattle Basket jako młody Stuart
- 2007: The Tomb jako Nathan